# Bucamps
Bucamps település Franciaországban, Oise megyében. Lakosainak száma 207 fő (2022. január 1.). Bucamps Catillon-Fumechon, Montreuil-sur-Brêche, Nourard-le-Franc, Noyers-Saint-Martin, Le Quesnel-Aubry, Thieux és Wavignies községekkel határos.

## Népesség
A település népességének változása:
| Lakosok száma | 177  | 187  | 190  | 188  | 193  | 198  | 203  | 205  | 207  |
|               | 2013 | 2015 | 2016 | 2017 | 2018 | 2019 | 2020 | 2021 | 2022 |